# Castéra-Verduzan
Castéra-Verduzan è un comune francese di 968 abitanti situato nel dipartimento del Gers, nella regione dell'Occitania.

## Società

### Evoluzione demografica
Abitanti censiti